# Террор (фильм)
«Террор» (англ. The Terror) — американский фильм ужасов режиссёра Роя Дель Рута, вышедший на экраны в 1928 году.
Фильм поставлен по сценарию Харви Гейтса, в основу которого положена одноимённая пьеса Эдгара Уоллеса 1927 года «о загадочном доме, который терроризирует убийца, сбежавший из сумасшедшего дома». Позднее Уоллес переработал свою пьесу в роман, который был издан в 1929 году.
Это первый звуковой фильм ужасов и второй «полностью звуковой» художественный фильм студии «Уорнер бразерс». Катушка с плёнкой фильма не имела звуковой дорожки, а реплики актёров и звуковые эффекты были записаны на отдельный диск Вайтафон (пластинку для воспроизведения на фонографе на скорости 33.3 оборота в минуту). Оператор включал диск одновременно с началом демонстрации фильма.
Начиная с 1970-х, фильм считается утерянным, хотя полный набор из девяти звуковых дисков по-прежнему сохранился и хранится в архиве кино и телевидения Калифорнийского университета в Лос-Анджелесе. Хотя на самом деле, как утверждает сайт WildCat.org, фильмокопия «Террора» хранится в том же калифорнийском университете.

## Сюжет
Террор — это имя преступника, личность которого не известна. Он совершил множество убийств и грабежей, которые отличались дьявольской изобретательностью и характеризовались ужасающим насилием, однако ему всегда удавалось уйти. По слухам, Террор скрывается в окрестностях старого загородного дома под названием Монкхолл, который арендует доктор Редмейн (Алек Б. Френсис) с дочерью Ольгой (Мэй Макэвой), который превратил его в пансионат для реабилитации душевнобольных.
Чтобы поймать Террора, из местной тюрьмы под присмотром суперинтенданта Халлика в Монкнолл привозят двух заключённых — Джо Коннорса (Мэттью Бетц) и Соупи Маркса (Отто Хофман) — которые поклялись отомстить Террору за то, что он обманул их во время ограбления. Среди постояльцев дома неожиданным образом оказываются также с виду неловкий детектив Фердинанд Фейн (Эдвард Эверетт Хортон), который оказывается намного умнее, чем кажется, и некая миссис Элвери (Луиз Фазенда), которая увлекается оккультизмом и выдаёт себя за медиума.
Ночью все обитатели дома напуганы странными шумами и таинственной органной музыкой, не обходится и без убийств. В конце концов, выясняется, что преступник обманывал всех с помощью несложного, но остроумного приёма.

## В ролях
- Мэй Макэвой — Ольга Редмейн
- Луиз Фазенда — миссис Элвери
- Эдвард Эверетт Хортон — Фердинанд Фейн
- Алек Б. Франсис — доктор Редмейн
- Мэттью Бетц — Джо Коннорс
- Отто Хоффман — Соупи Маркс
- Холмс Е. Херберт — Гудман
- Джозеф Джерард — суперинтендант Халлик
- Джон Мильян — Альфред Кэтман
- Фрэнк Остин — Коттон

Титры зачитывает актёр Конрад Найджел в плаще и маске.

## Оценка фильма критикой
Фильм получил противоречивые отклики со стороны критики. Так, в августе 1928 года журнал «Time» написал, что этот фильм «лучше, чем „Лев и мышь“ (1928), это полностью озвученная картина, в которой опытные актёры Мэй Макэвой и Алек Френсис оказываются лишь двумя из целой группы людей, которые подвергаются ночному террору».
Три месяца спустя Джон Маккормак, освещавший для «Нью-Йорк таймс» лондонскую премьеру фильма, написал, что «общее мнение лондонских критиков таково, что „Террор“ настолько плох, что это почти самоубийство. Они утверждают, что он монотонный, медленный, еле тянущийся, утомительный и скучный, и не могу сказать, что я в значительной степени не согласен с ними. Ещё более важно то, что Эдгар Уоллес, который написал пьесу, также согласен с ними. „Ну, — сказал он, — я никогда и не думал, что звуковые фильмы станут серьёзным соперником сцене“». Далее Маккормак пишет: «Английские критики говорят о „непомерном занудстве“ фильма, клеймили его диалоги как либо глупо-банальные, либо как натянуто шутливые, и не видят смысла постоянно прерывать действие фильма ненужными разговорами, которые болезненно слушать, и вынесли окончательный приговор, что „Террор“ стал „нескончаемой болтовнёй без воображения и очарования“… Американизмы, анахронизмы и языковые ошибки, которые можно простить в немом фильме, вопиюще заметны в произносимых репликах, и, наверное, это доказывает правдивость утверждения, приписываемого одному их голливудских боссов, что наступление звукового кино означает смерть интернационализма».

## Два варианта фильма
Фильм был изготовлен в двух вариантах, так как к моменту его выпуска большинство кинотеатров ещё не перешло на звук. Как отмечает киновед Джон Т. Сойстер, «существовала полностью немая версия фильма, однако „Террор“ в основном продавался и оценивался критикой как второй полностью звуковой фильм. К немой версии, приготовленной для кинотеатров, не оснащённых специальным звуковым оборудованием, интереса не проявлялось». Далее он продолжает: «Ранее в 1928 году студия „Уорнер бразерс“ уже выпустила гангстерскую мелодраму „Огни Нью-Йорка“, рекламируя её как первый полностью звуковой фильм. Но в нём всё-таки было несколько карточек с титрами, и потому „Террор“ стал ещё одним шагом вперёд, убрав все субтитры, включая список актёров и членов творческой группы, который зачитывал с экрана человек в маске». «Полностью озвученная» версия, с саундтреком, записанным на диск Вайтафон, вышла на экраны 6 сентября 1928 года, а немая версия — 20 октября 1928 года, в ней наиболее существенные актёрские реплики передавались с помощью субтитров.

## Продолжение
В 1934 году был выпущен фильм «Возвращение Террора», который был поставлен по той же пьесе Эдгара Уоллеса и является продолжением данного фильма.